# SSV Bozen Handball nelle coppe europee
Questa pagina contiene tutte le statistiche relative al SSV Bozen Handball nelle competizione europee.

## Partecipazioni alle coppe europee
| Competitione     | Partite Giocate | Partite Vinte | Partite Pareggiate | Partite Perse | Gol Fatti | Gol subiti | Differenza reti |
| ---------------- | --------------- | ------------- | ------------------ | ------------- | --------- | ---------- | --------------- |
| Champions League | 2               | 0             | 0                  | 2             | 52        | 66         | -14             |
| EHF Cup          | 10              | 3             | 1                  | 6             | 246       | 287        | -41             |
| Challenge Cup    | 6               | 3             | 0                  | 3             | 183       | 155        | +28             |
| Totale           | 18              | 6             | 1                  | 11            | 481       | 508        | -27             |

### Challenge Cup 2011-2012
- Sedicesimi di finale

| Prishtina 26 novembre 2011 | KH Prishtina | 27 – 34 | SSV Bozen |  |

| Bolzano 3 dicembre 2011 | SSV Bozen | 43 – 20 | KH Prishtina |  |

- Ottavi di finale

| Bolzano 18 febbraio 2012 | HC Caras-Severin | 19 – 27 | SSV Bozen |  |

| Bolzano 19 febbraio 2012 | SSV Bozen | 22 – 25 | HC Caras-Severin |  |

- Quarti di finale

| Thun 17 marzo 2012 | Wacker Thun | 33 – 32 | SSV Bozen |  |

| Bolzano 24 marzo 2012 | SSV Bozen | 25 – 31 | Wacker Thun |  |

### Champions League 2012-2013
- Turno di qualificazione

| Costanza 8 settembre 2012 | HCM Costanza | 33 – 22 | SSV Bozen |  |

| Costanza 9 settembre 2012 | SSV Bozen | 30 – 33 | Maccabi Rishon LeZion |  |

### EHF Cup 2012-2013
- Secondo turno di qualificazione

| Lisbona 13 ottobre 2012 | S.L. Benfica | 32 – 20 | SSV Bozen |  |

| Lisbona 14 ottobre 2012 | SSV Bozen | 25 – 40 | S.L. Benfica |  |

### EHF Cup 2014-2015
- Primo turno di qualificazione

| Plzeň 6 settembre 2014 | Talant MAT Plzen | 26 – 26 | SSV Bozen |  |

| Plzeň 7 settembre 2014 | SSV Bozen | 17 – 24 | Talant MAT Plzen |  |

### EHF Cup 2015-2016
- Primo turno di qualificazione

| Bolzano 12 settembre 2015 | SSV Bozen | 30 – 24 | Haukar |  |

| Bolzano 13 settembre 2015 | Haukar | 26 – 20 | SSV Bozen |  |

### EHF Cup 2017-2018
- Primo turno di qualificazione

| Reykjavík 9 settembre 2017 | Valur FC | 34 – 27 | SSV Bozen |  |

| Reykjavík 10 settembre 2017 | SSV Bozen | 31 – 30 | Haukar |  |

### EHF Cup 2019-2020
- Primo turno di qualificazione

| Bolzano 31 agosto 2019 | SSV Bozen | 24 – 23 | ALPLA HC Hard |  |

| Hard 7 settembre 2019 | ALPLA HC Hard | 28 – 26 | SSV Bozen |  |